# 佐藤八郎 (ローイング選手)
佐藤 八郎（さとう はちろう）は、日本のボート選手（ローイング選手）。日本大学在学中の1928年、アムステルダムオリンピックの男子漕艇に出場した。

## 解説
日本のボート競技界では、1920年に日本漕艇協会（現在の日本ローイング協会）が組織され、1928年に初めてオリンピックに舵つきフォアで出場した。佐藤は日本がオリンピックに送り出した最初のボート選手の一人である。また、佐藤は日本大学初のオリンピック選手として記録される。アムステルダムオリンピックの舵つきフォア競技において、日本チームは敗者復活戦で敗退した。